# Лудаші
Лудаші (рум. Ludași) — село у повіті Бакеу в Румунії. Входить до складу комуни Балкань.
Село розташоване на відстані 245 км на північ від Бухареста, 26 км на захід від Бакеу, 97 км на південний захід від Ясс, 130 км на північний схід від Брашова.

## Населення
За даними перепису населення 2002 року у селі проживали 752 особи, усі — румуни. Усі жителі села рідною мовою назвали румунську.